# صموئيل ن. مور
صموئيل ن. مور (بالإنجليزية: Samuel N. Moore)‏ هو ضابط أمريكي، ولد في 7 سبتمبر 1891 في واشنطن العاصمة في الولايات المتحدة، وتوفي في 9 أغسطس 1942 في معركة جزيرة سافو.